# Ellisella rossafila
Ellisella rossafila is een zachte koraalsoort uit de familie Ellisellidae. De koraalsoort komt uit het geslacht Ellisella. Ellisella rossafila werd in 1999 voor het eerst wetenschappelijk beschreven door Grasshoff. 